# Áreas protegidas de Zimbabue

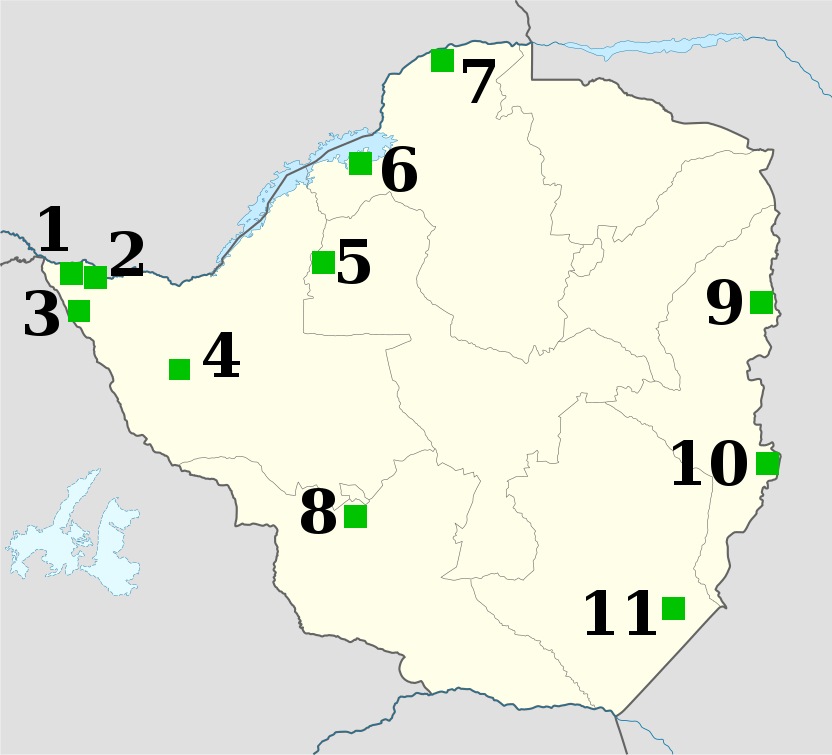
Parques nacionales de Zimbabue en 2017: 1. Zambeze; 2.Cataratas Victoria; 3. Kazuma Pan; 4. Hwange; 5. Chizaira; 6. Matusadona; 7. Mana pools; 8. Matobo; 9. Nyanga; 10. Chimanimani; 11. Gonarezhou.

Según la IUCN, en 2024, en Zimbabue hay 233 áreas protegidas, unos 110.530 km², el 28,26 % del territorio del país, 391.048 km². De estas, 11 son parques nacionales, 1 es una reserva natural, 1 es un áreas de vida silvestre, 1 es un monumento nacional, 14 son parques recreativos, 16 son áreas safari, 10 son santuarios, 6 son bosques protegidos, 104 son áreas de gestión de la naturaleza, 10 son reservas botánicas, 43 son bosques estatales y 3 son jardines botánicos. Además, hay 1 reserva de la biosfera de la Unesco, 2 sitios patrimonio de la humanidad y 7 sitios Ramsar.

## Parques nacionales

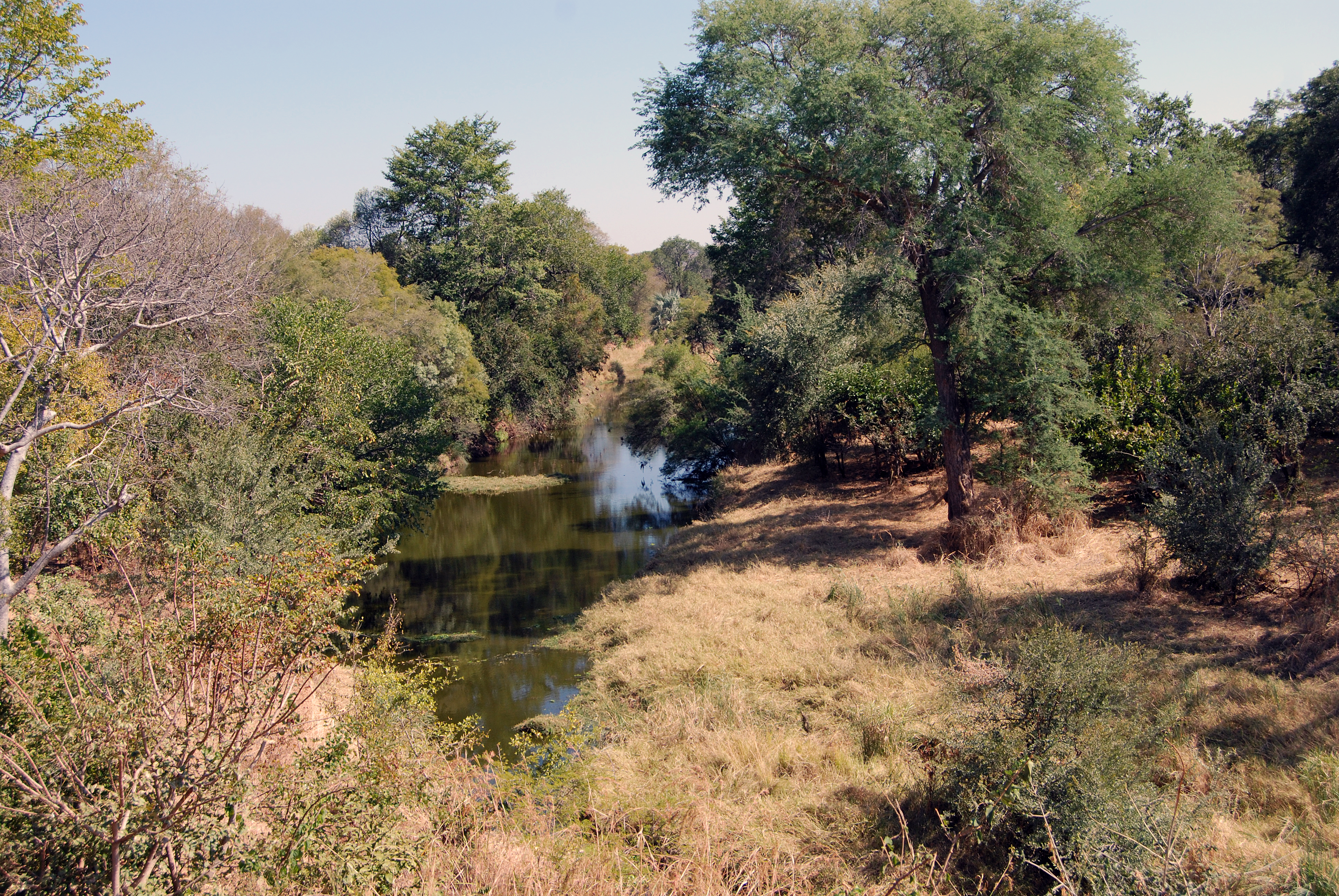
Parque nacional del Zambeze, cerca de las cataratas Victoria.

Zimbabue es uno de los países africanos pioneros en materia de conservación, cerca del 7,9 % de la superficie esta protegida por parques nacionales.
- Parque nacional de Kazuma Pan

- Parque nacional del Zambeze. Cubre unos 40 km del curso del río Zambeze, rodeado por islotes de mopane y sabana. Está unido al Parque nacional de las Cataratas Victoria, y cubre unos 560 km². En la zona se encuentran cuatro de los cinco grandes: elefante, león, búfalo y leopardo. Se encuentra a 5 km de las cataratas Victoria, aguas arriba, hasta la frontera con Botsuana, donde se une a la Reserva forestal de Kasane.[3]

- Parque nacional de Kennemerland del Sur
- Parque nacional Hwange
- Parque nacional de Chizarira
- Parque nacional de Matusadona
- Parque nacional de Mana Pools y áreas de safari de Sapi y de Chewore
- Parque nacional de Gonarezhou
- Parque nacional de Nyanga
- Parque nacional de las Cataratas Victoria

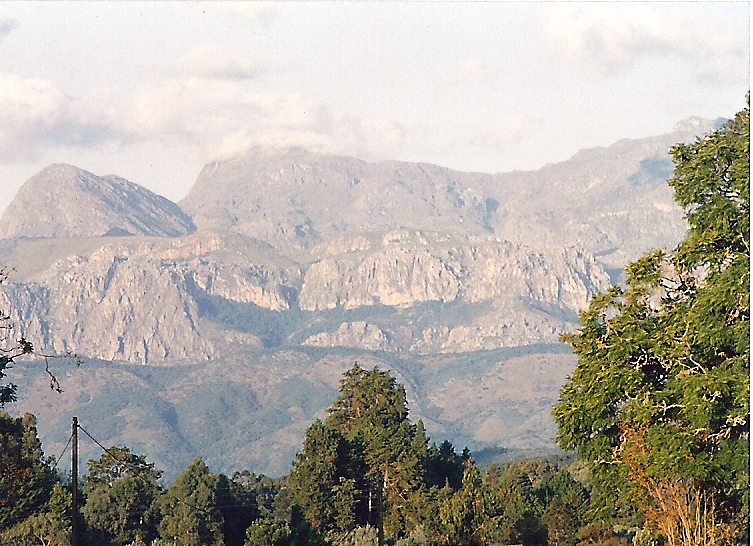
Paisaje de Chimanimani

- Parque nacional de Chimanimani, 171 km², en la frontera con Mozambique, en las montañas Chimanimani, con espectaculares gargantas y cimas que alcanzan los 2436 m.[4] En un territorio ideal para excursiones a pie, sin carreteras. Hay bosques vírgenes, cascadas y numerosos manantiales, como las cascadas de Bridal Veil, algo dañadas por el ciclón Idai en 2019, que provocó grandes inundaciones[5] o las cascadas de Martin, de 120 m de altura. Incluye el Eland Sanctuary. La fauna no es muy abundante en este paisaje montañoso, con elands, antílopes sable, impalas, duikers y bushbuck meridionales.[6] Hace frontera con la reserva nacional de Chimanimani, en Mozambique. El nombre se aplica a la zona por donde pasa el río Musapa, que atraviesa las montañas por una estrecha garganta llamada Tshimanimani.

## Áreas de conservación transfronterizas

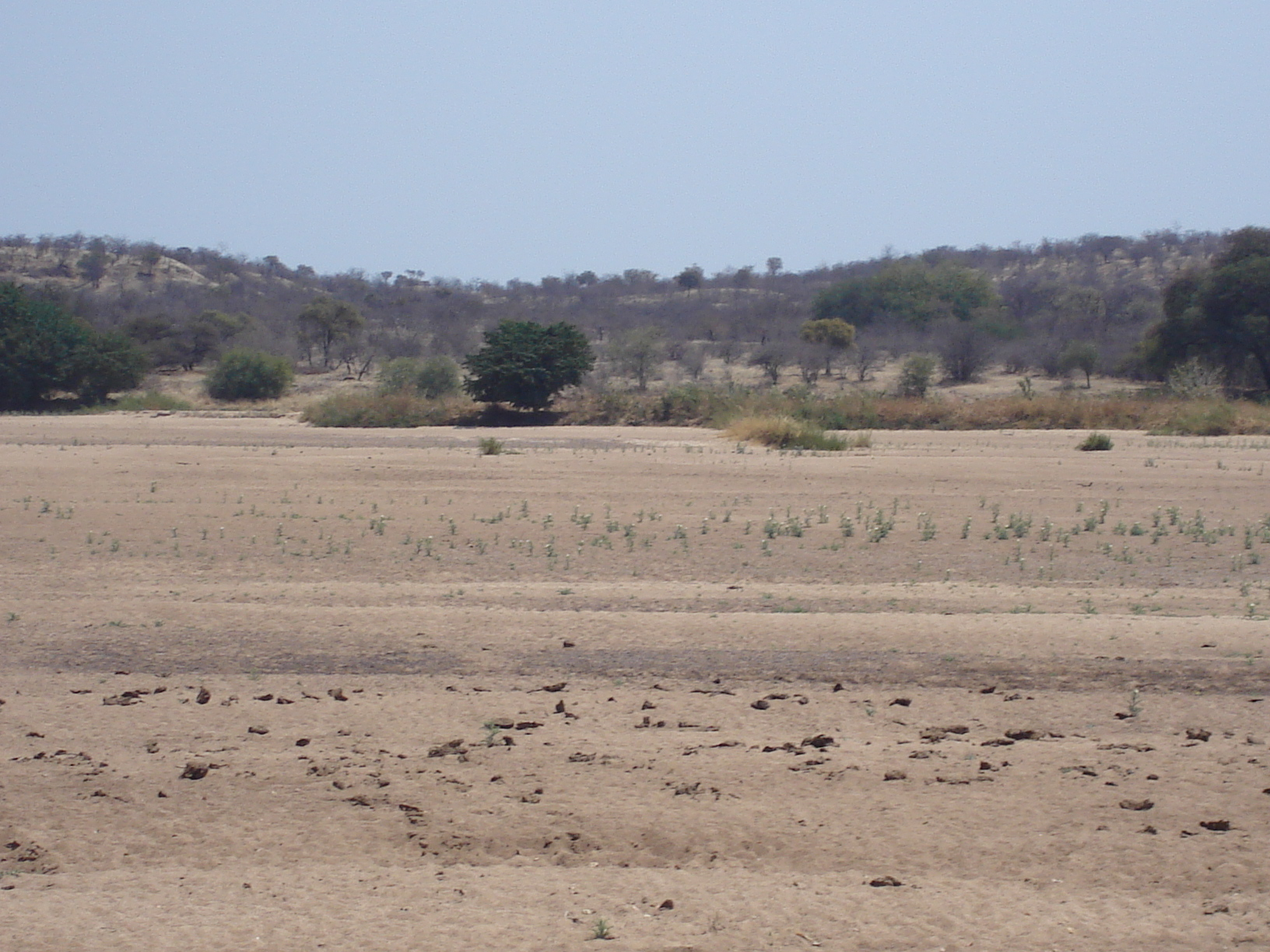
Área de safaris de Tuli, en Zimbabue, vista desde el río Shashe.

Área transfronteriza del Gran Limpopo.

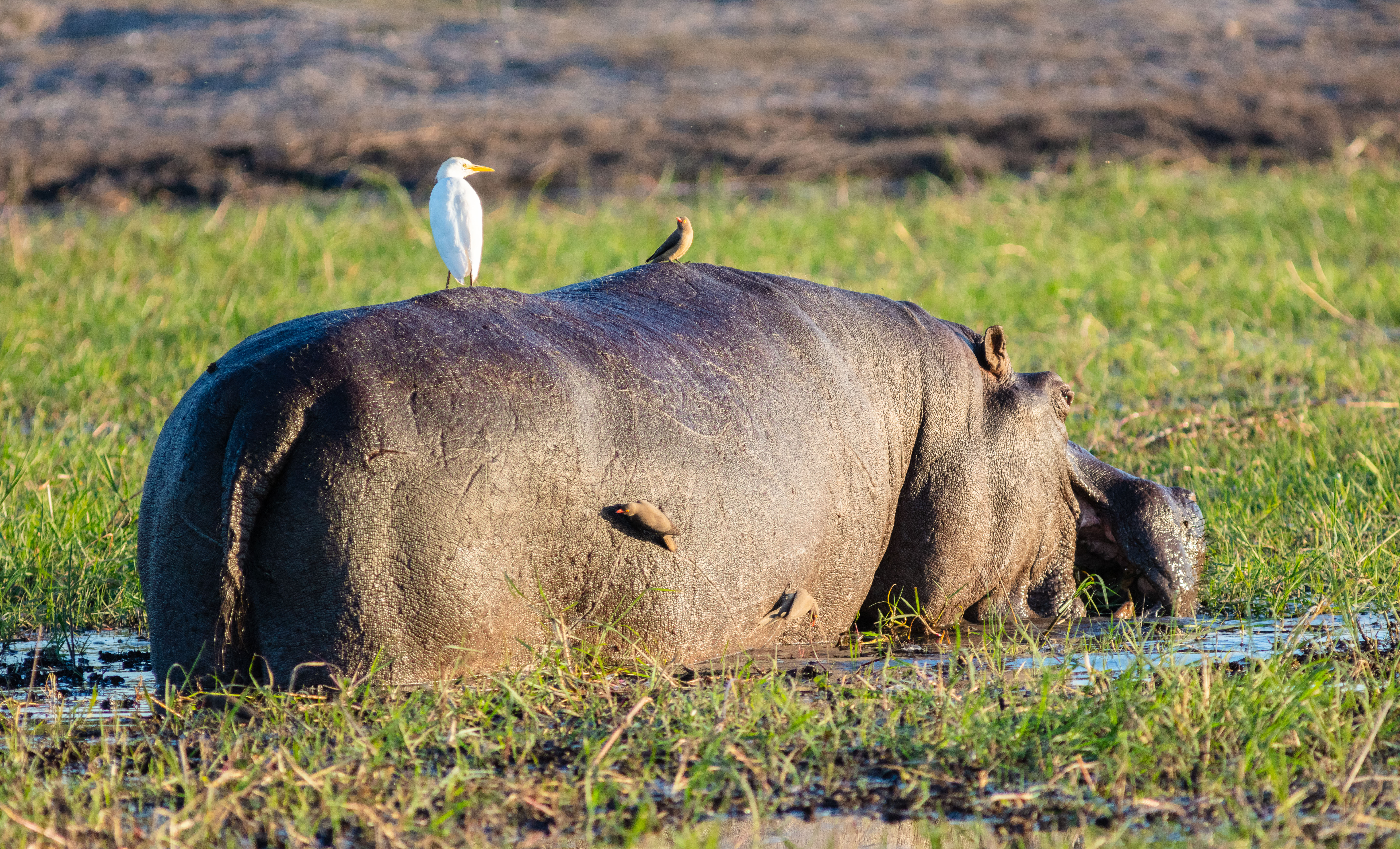
Hipopótamo en el río Chobe, en el área transfronteriza KAZA

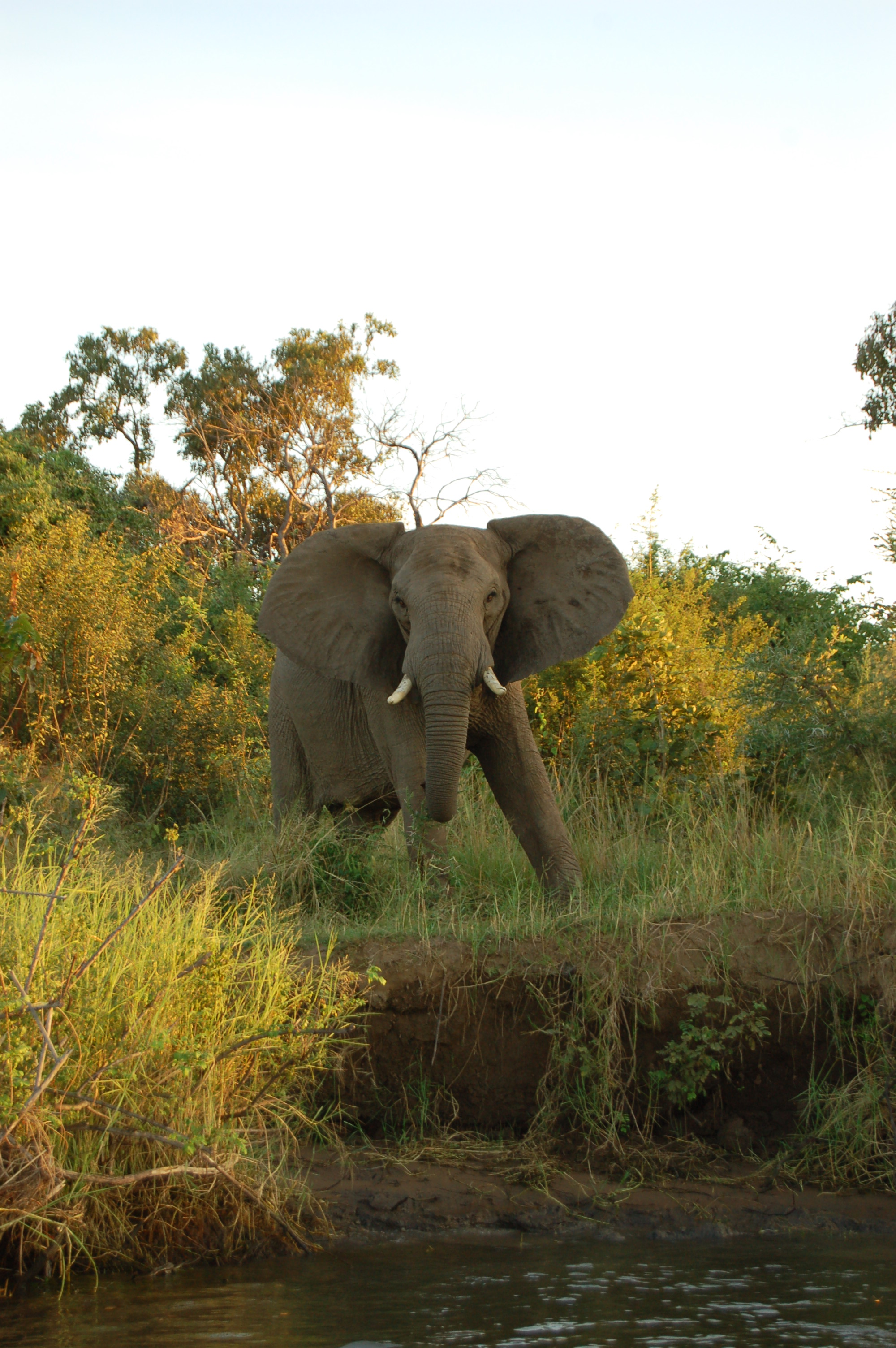
Elefante en el Área transfronteriza del Bajo Zambeze

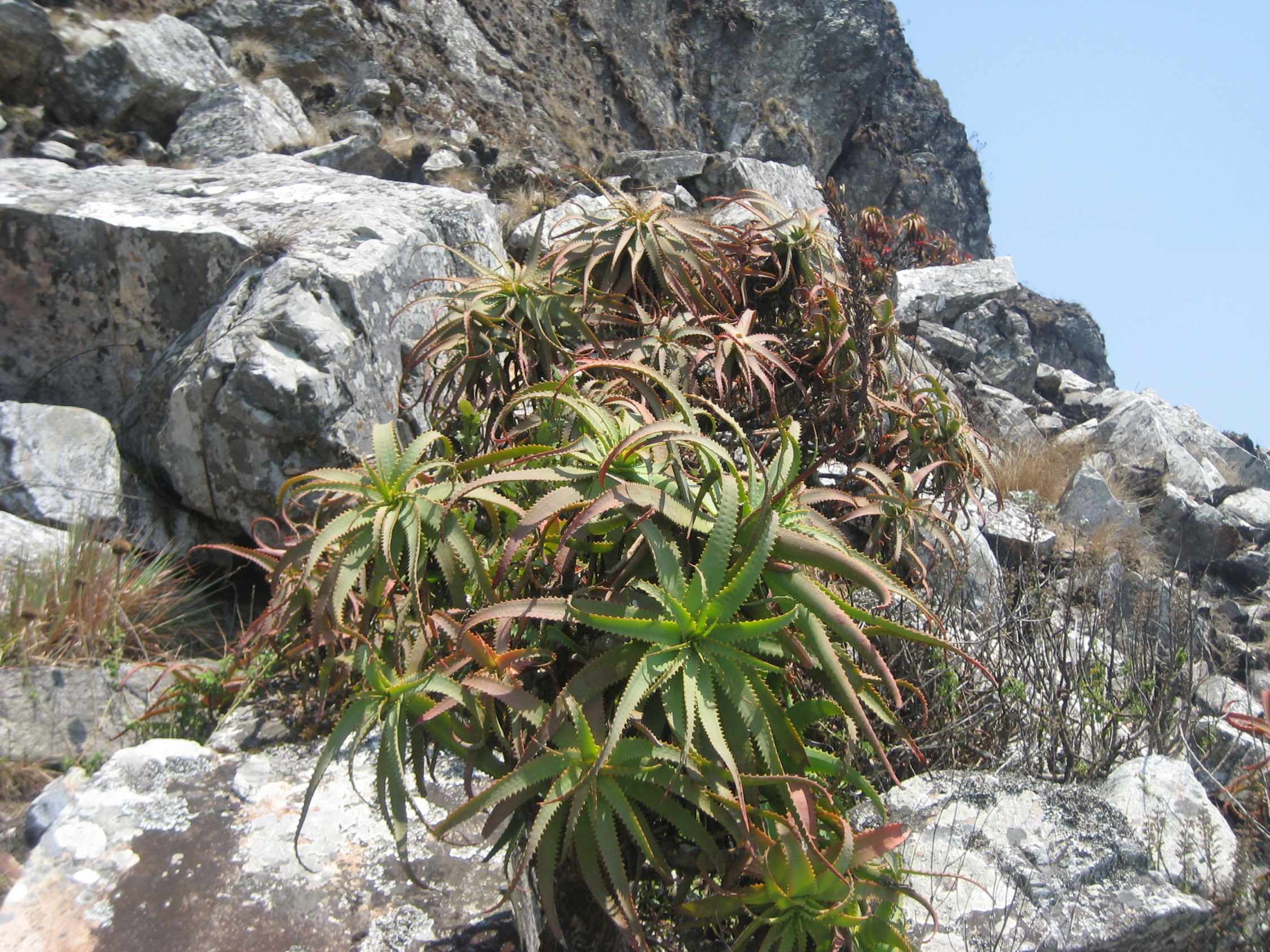
Aloe en las montañas Chimanimani

- Área de conservación transfronteriza del Gran Mapungubwe, antes Limpopo-Shashe (Botsuana, Sudáfrica, Zimbabue), 5909 km². A partir del Parque nacional de Mapungubwe, en Sudáfrica, de 300 km², que contiene pinturas rupestres de más de 10.000 años, se puede considerar una TFCA cultural. Los valles del Limpopo-Shashe contienen objetos de la Edad del Hierro de 1200 a. C. Los restos de marfil, perlas de vidrio importadas y cerámica se reparten entre los tres países. En el valle del río Limpopo se encuentran los restos de la cultura Mapungubwe, un gran reino entre los años 900 y 1300, que comerciaba con Arabia, Egipto, India y China.[7] El parque ocupa 700 km² en la Reserva de caza de Tuli Norte (Notugre), en Botsuana, 258 km² en el Parque nacional de Mapungubwe, en Sudáfrica, y 411 km² en el llamado Círculo de Tuli (21°56′51″ S,29°8′1″ E), en Zimbabue, un área semicircular en el sudoeste, entre el río Shashe y la frontera de Botsuana, sin ninguna barrera para el paso de los animales. A esto hay que añadir una serie de zonas protegidas que las rodean, y que en Zimbabue son Sentinel Ranch, Nottingham Estate, Maramani Communal Land y las áreas de Machachuta, Masera y River Ranch Resettlement. Hay leones, leopardos, guepardos, hienas, diversos ungulados y una población de más de 900 elefantes.[8]

- Área de conservación transfronteriza del Gran Limpopo (Sudáfrica, Zimbabue, Mozambique), 37.572 km². En 2006, la unión de los parques nacionales de Kruger, en Sudáfrica, y Limpopo, en Mozambique, permitió el paso de unos cinco mil animales del primero al segundo, entre ellos un millar de elefantes y más de mil búfalos. También incluye el Parque nacional de Gonarezhou, en Zimbabue, unido a los anteriores por el área comunal o corredor de Sengwe. Hay un proyecto de ampliación hasta 100.000 km², incluyendo el Parque nacional de Banhine y el Parque nacional de Zinave, ambos en Mozambique, y las áreas de interconexión. En el conjunto, se está desarrollando un programa para la conservación de los rinocerontes y el control de los elefantes.[9]

- Área de conservación transfronteriza del Okavango-Zambeze (Angola, Botsuana, Namibia, Zambia, Zimbabue). Esta zona (Kavango-Zambezi en inglés, KAZA de forma abreviada) es una de las áreas protegidas más extensas del mundo, con una superficie de 520.000 km² en cinco países, desde las cataratas Victoria hasta el delta del Okavango, e incluye parques nacionales, reservas de caza, reservas forestales, áreas de conservación comunitarias y áreas de gestión de caza y vida salvaje. En el centro se encuentran las llanuras inundables de Chobe-Zambeze, un inmenso humedal situado entre Namibia, Botsuana (Parque nacional de Chobe) y Zambia (Parque nacional Kafue y área comunitaria Simalaha). Desde aquí, los grandes animales se desplazan hacia el exterior, el Parque nacional de Luengue-Luiana, en Angola; el Parque nacional de Khaudom y el Parque nacional de Bwabwata, en Namibia; el Parque nacional Sioma Ngwezi, en Zambia; el Parque nacional de Nxai Pan y el Parque nacional de los salares de Makgadikgadi, en Botsuana, y el Parque nacional de Hwange, el Parque nacional de Chizarira y el Parque nacional de Matusadona, en Zimbabue.[10]

- Área de conservación transfronteriza del Bajo Zambeze-Mana Pools ((Zambia, Zimbabue)). Entre el escarpe y el río Zambeze, ocupa 17.745 km² e incluye el Parque nacional del Bajo Zambeze (4092 km²), en Zambia y el Parque nacional de Mana Pools (2196 km²) en el norte de Zimbabue. Mana Pools es un sitio patrimonio de la humanidad por la vida salvaje que alberga, y sitio Ramsar desde 2013 por la cantidad de brazos muertos del río Zambeze a medida que cambiaba el curso, en los que viven hipopótamos, cocodrilos y numerosas aves acuáticas.[11]

- Área de conservación transfronteriza de Chimanimani (Mozambique, Zimbabue). Comprende la Reserva natural de Chimanimani, en Mozambique (2368 km², con 645 km² de conservación y 1723 km² de zona tampón), y el Parque nacional de Chimaninami (200 km²) y el Santuario Eland (15 km²), en Zimbabue. Las montañas Chimanimani alcanzan los 2436 m de altitud. El clima, regulado  por el monzón del océano Índico, deja caer entre 1000 y 1270 mm al año, sobre todo en temporada de lluvias. Las escarpadas montañas están formadas mayormente por cuarcita, con pronunciados escarpes que dan lugar a cascadas. Incluye la cuenca completa del río Buzi, de aguas prístinas aunque empieza a contaminarse por la búsqueda de oro en los ríos Lucite y Haroni. En el parque nacional aun quedan bosques vírgenes perennes regados por las nieblas, pero también hay miombo, bosques montanos secos, matorral montano africano y algunas especies endémicas de los géneros Protea y Faurea, además de aloe y euforbias en las zonas rocosas. No hay carreteras, solo senderos para hacer excursiones. El santuario Eland está dominado por finos suelos arenosos blanquecinos. Hay más de 160 especies de aves, y entre los mamíferos hay duiker y otros ungulados y cercopiteco de cuello blanco.[12]

## Reservas de la biosfera de la Unesco
- Reserva de la biosfera del Zambeze medio, 3604 km². Al norte de Zimbabue, al sur de la frontera con Zambia, desde el embalse de Kariba, del cual incluye la parte meridional en su último tramo, hasta los inicios del embalse de Cahora Bassa. Consiste en riberas y ecosistemas terrestres únicos en el subcontinente, con bosque de miombo, con altos Combretum imberbe, acacias, higueras y praderas. Entre las especies amenazadas en el valle se encuentran el rinoceronte negro, el licaón y el niala. La flora consiste en bosque de Colophospermum/Combretum/Terminalia y bosque de ribera. En Mana Pools se encuentra la única llanura de inundación del Zambeze medio. Hay unas 41.000 personas en la zona, que comprende dos áreas nucleares (3604 km²), una de ellas el Parque nacional de Mana Pools, y 11 zonas colchón que amplían la zona protegida a 28.793 km², entre 300 y 1200 m de altitud.[13] La población de elefantes ha descendido significativamente de 14.000 en 2001 a 3500 en 2019.[14]

## Patrimonios de la humanidad

#### Naturales

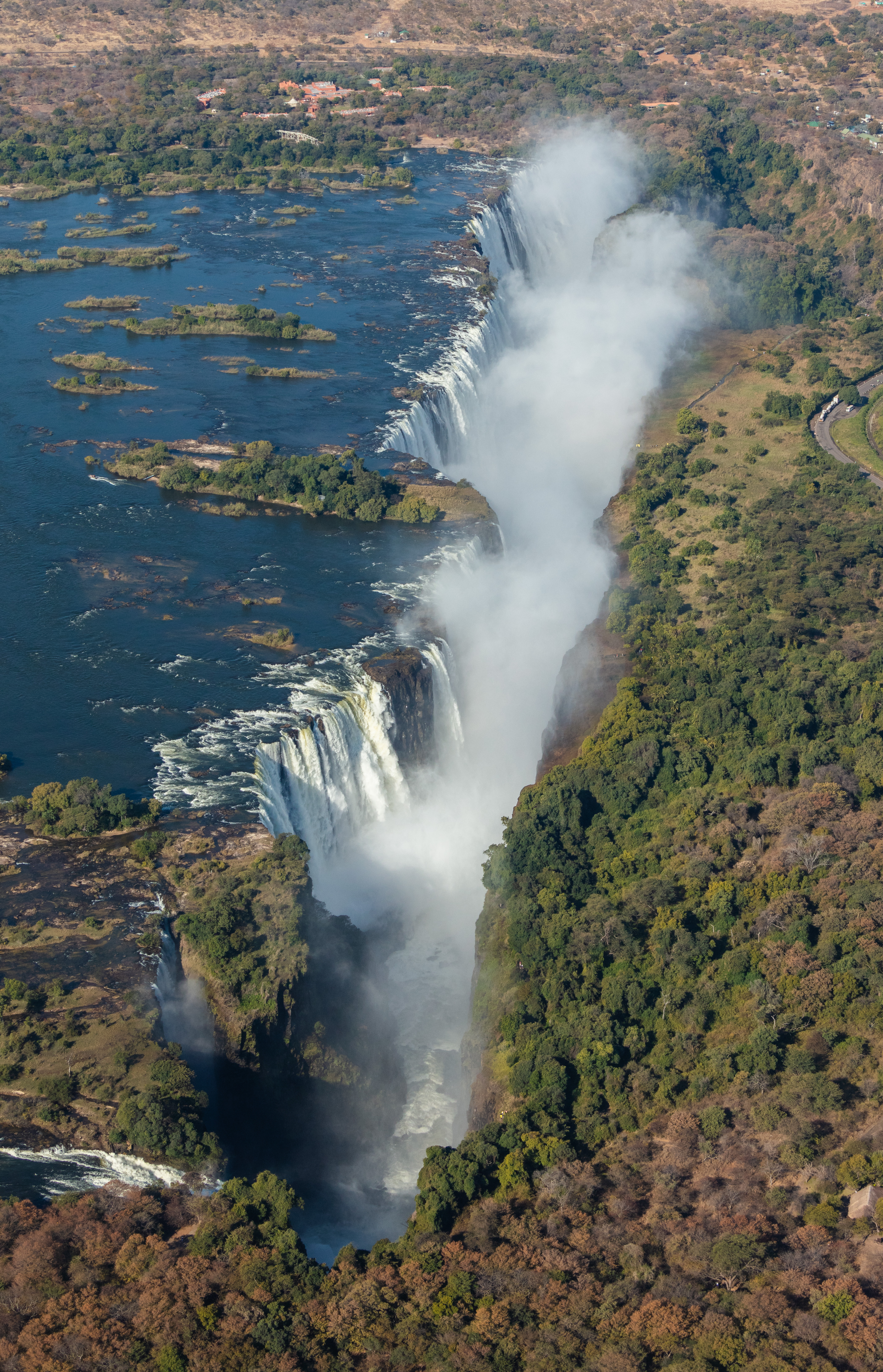
Cataratas Victoria

- Patrimonio de la humanidad del Parque nacional de Mana Pools y áreas de safari de Sapi y Chewore. 6766 km². En la orilla este del Zambeze, al sur, con grandes acantilados sobre el río y llanuras de inundación. Termina en la frontera de Mozambique, al este, y linda con el Parque nacional del Bajo Zambeze, al norte, en Zambia. El terreno se eleva hacia el sur desde los 360 m de altitud del río hasta los 1000 m. Concentra una importante población de animales, entre ellos elefantes, búfalos, leopardos y guepardos, así como cocodrilos del Nilo.[15]
- Patrimonio de la humanidad de Mosi-oa-Tunya/Cataratas Victoria, 68,6 km². Área transfronteriza que comprende 37,8 km² del Parque nacional de Mosi-oa-Tunya de Zambia, 23,4 km² del Parque nacional de las Cataratas Victoria, en Zimbabue, y 7,41 km² de la franja ribereña del Parque nacional del Zambeze, en Zimbabue. Esta franja se extiende a lo largo de 9 km por la orilla derecha del río, e incluye las islas de Palm y Kandahar. La principal atracción son las cataratas, situadas a 915 m de altitud sobre el nivel del mar, con 1708 m de anchura y una caída media de 100 m, siendo el máximo 108 m. La garganta del río ha sido excavada sobre basalto, y se extiende zigzagueando a lo largo de unos 150 km río abajo. La catarata está dividida en varios saltos, con nombres como catarata del Diablo (61 m), Principal (83 m), del Arco Iris (99 m) y Oriental (98 m). Ocho espectaculares gargantas y varias islas sirven de lugares de puesta para varias especies de aves en peligro, como el halcón de Taita y el águila milana. El conjunto es un área de importancia para las aves (IBA).[16]

#### Culturales

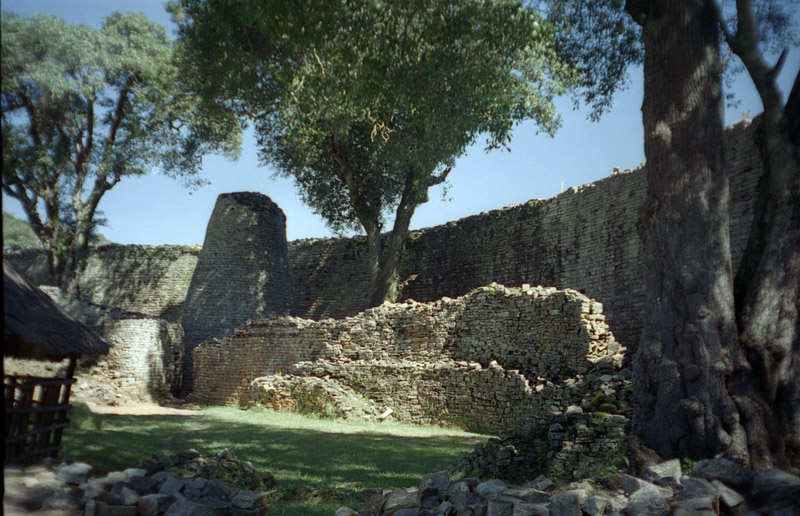
Muros exteriores del Gran Zimbabue

- Monumento nacional del Gran Zimbabue. 20°17′0″ S 30°56′0″ E. Según una vieja leyenda, son las ruinas de la capital de la reina de Sheba, el único testimonio de la civilización bantú de los shona entre los siglos XI y XV, a 30 km de Masvingo. La ciudad, que cubre un área de 80 ha, era un importante centro comercial en la Edad Media. Se encuentra a una altitud de 1100 m.[17]

- Monumento nacional de las ruinas de Khami. 20°9′30″ S 28°22′3″ E. Al oeste del río Khami, a 22 km de Bulawayo. Fue la capital de la dinastía Torwa, que surge del colapso del reino del Gran Zimbabue entre 1450 y 1650, y fue abandonada durante las incursiones ndebele durante el siglo XIX. Consiste en una serie de pirámides escalonadas, pero también se han encontrado restos de Europa y de China.[18]

- Colinas de Matobo. Este patrimonio cultural se confunde a veces con el nombre de Parque nacional de Matobo. Consiste en una serie de refugios rocosos de granito ocupados por el ser humano desde la Edad de Piedra, con abundantes pinturas rupestres desde hace unos 13.000 años. A unos 35 km al sur de Bulawayo.[19]

## Sitios Ramsar

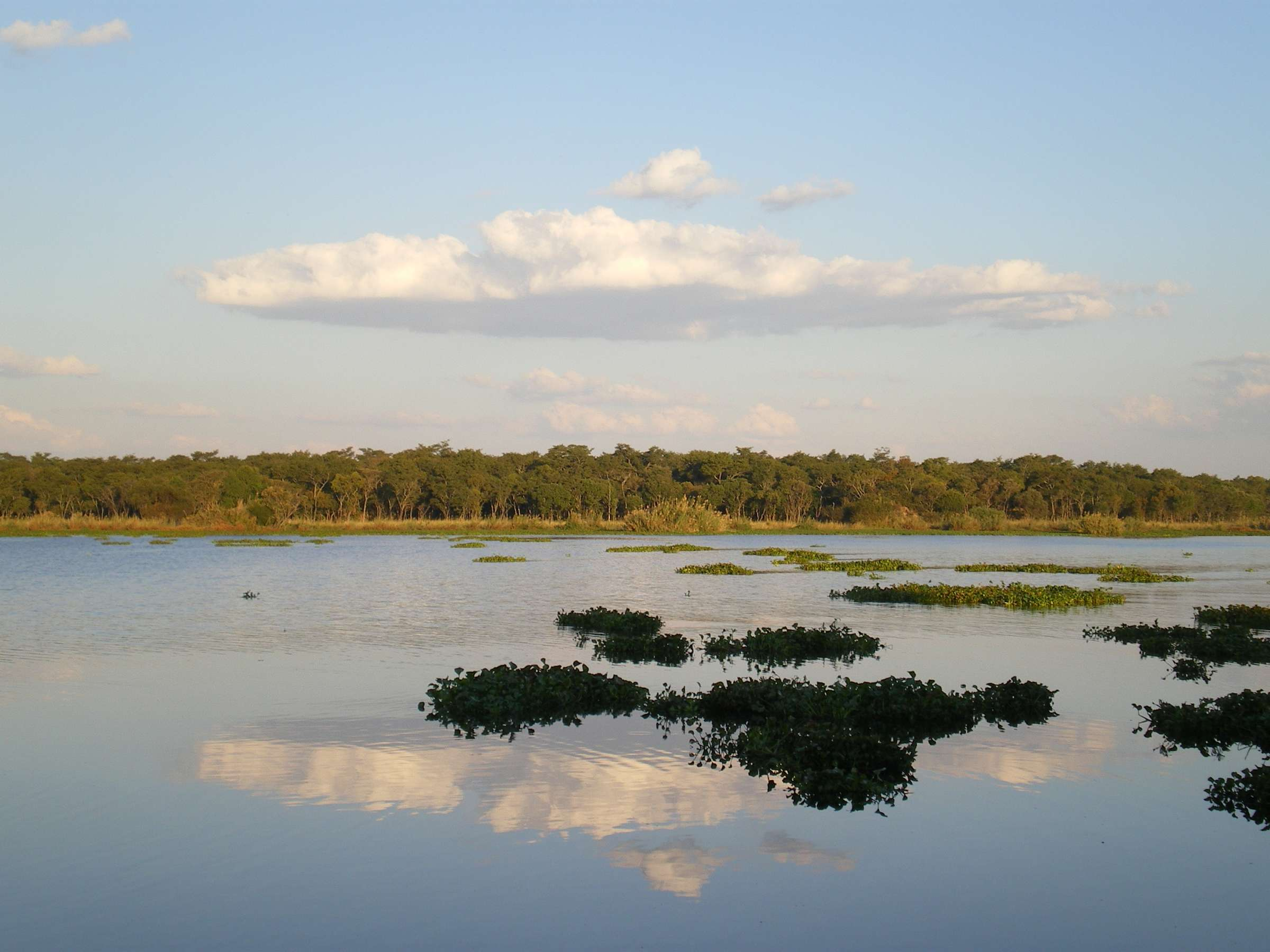
Lago Chivero

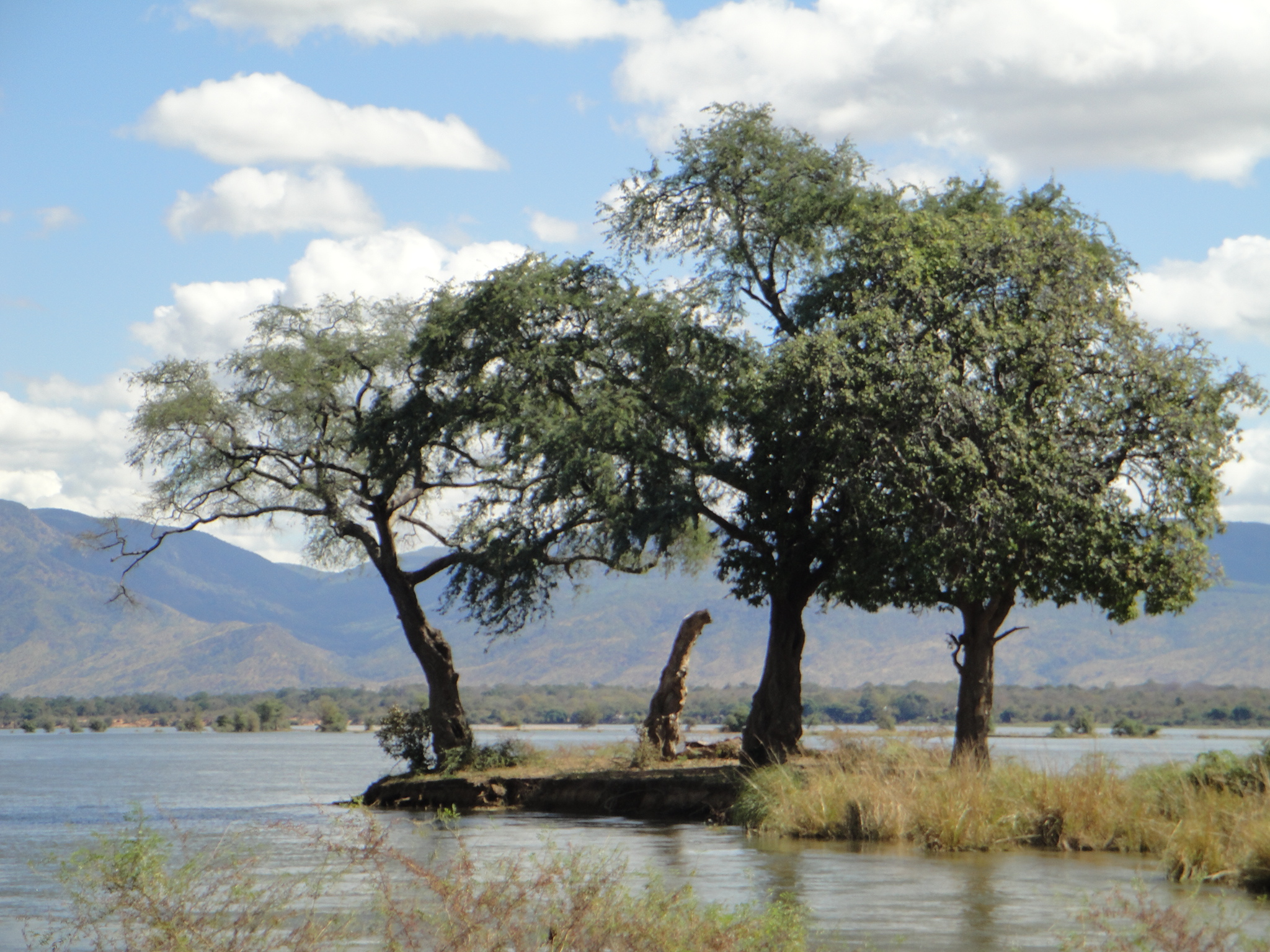
Isla en el río Zambeze en el Parque nacional de Mana Pools.

En Zimbabue hay siete sitios Ramsar que ocupan una extensión de 45.383 km².
- Parque nacional de las Cataratas Victoria, 17,5 km², 17°58′54″ S 25°51′38″ E. Bosques de mopane y miombo por encima de las gargantas basálticas del río Zambeze. Hay un considerable número de elefantes, búfalos, leones, leopardos y rinocerontes negros, de los que el 10 por ciento de la población mundial vive aquí. También hay hipopótamos, jirafas, cebras, antílopes, facoceros, babuinos y otros monos. Hay unas 500 especies de aves, entre ellas halcones, águilas, cigüeñas negras y garzas, y unas 400 especies de plantas, entre las que destacan el Ficus sur, el olivo africano y Trichilia emetica, así como la palmera de Senegal, Ilex mitis y especies de Sapotaceae.[21]

- Lago Chivero y río Manyame, 293 km², 17°50′2″ S 30°39′2″ E. Comprende el lago Chivero y el Parque recreativo del Manyame. Es el típico alto vlei, un lago poco profundo que varía de nivel dominado por bosques de miombo, que son el hábitat ideal de animales como el rinoceronte blanco, la cebra de llanura y el pangolín terrestre. Sirve de fuente de agua dulce para la ciudad de Harare y alrededores, con una gran importancia hidrológica para el país. hay unas 400 especies de aves, entre ellas una veintena de acuáticas migratorias. En el pico seco de la estación se congregan unas 20.000 aves en los dos lagos. Es una zona de importancia para las aves y alberga una alta densidad de pigargo vocinglero.[22]

- Parque recreativo de las cuevas Chinhoyi, 33,4 ha, 17°21′21″ S 30°7′55″ E. Al noroeste de Harare, es el sistema de cuevas más extenso del país, en una zona kárstica compuesta de caliza, dolomita y aguas azul cobalto a través de las cuales se ven los peces y las formaciones rocosas a varios metros de profundidad. En la zona caen entre 750 y 1000 mm de lluvia anuales y posee un flora única que incluye Pterocarpus angolensis, Ficus sur y Securidaca longipedunculata. Entre las aves, milano murcielaguero y grulla coronada cuelligrís, y entre los peces, perca atruchada y dorada.

- Parque recreativo del embalse de Cleveland, 10,5 km², 17°49′57″ S 31°9′18″ E. A las afueras de Harare, es un humedal periurbano con el bioma típico del Zambeze, bosque de miombo, matorral, praderas y plantas acuáticas que atraen a gran número de aves acuáticas, entre ellas, el gansito africano, el pato malvasía africano y la espátula africana. Otras especies notables son el leopardo, más raro, la pitón africana de roca y el pangolín terrestre. El embalse, en las fuentes del río Mukusivi, tiene una capacidad de 910 millones de litros (0,91 hm³) y abastece el lago Chivero, a 42 km al oeste, desde donde se suministra agua a Harare y poblaciones vecinas.[23]

- Praderas de Driefontein, 2012 km², 19°15′39″ S 30°46′38″ E. En el centro del país, un hábitat único de pantanos, lagos, bosques de miombo y el desierto de arena del Kalahari. Es el hogar de la mayor población del país de grulla carunculada y  grulla coronada cuelligrís, y un lugar ideal para la cría del secretario, el jabirú africano, el aguilucho lagunero etiópico, el sisón ventrinegro común, la avutarda kori, el águila culebrera de pecho negro, el pigargo vocinglero y diversas especies de patos. Se pesca y se cultiva maíz a pequeña escala. En 2010 se creó un proyecto de conservación para la grulla carunculada y la grulla coronada.

- Parque nacional de Mana Pools, 2200 km², 15°58′16″ S 29°27′32″ E

- Humedal de Monavale, 507 ha, 17°48′22″ S 31°0′26″ E. Es un humedal urbano, también conocido como Monavale vled, junto a Harare, caracterizado por el miombo, Juega un papel importante en la cuenca del río Manyame que suministra agua a la capital.

## Santuarios de la naturaleza
- Santuario de Mushandike, 129 km². Se encuentra en el centro-sudeste del país, a 25 km de la ciudad de Masvingo, en torno al embalse de Mushandike, de 417 ha de extensión, por donde se puede navegar. El área está dominada por el miombo, sabana abierta y afloramientos rocosos. Alberga especies como el kudu, el duiker, el antílope sable, el antílope acuático, el saltarrocas, el raficero común, el raficero de Sharpe, el tsessebe, el ñu, impalas y facoceros.[24] La presa se construyó en la década de 1980, en una zona semiárida con lluvias irregulares de unos 650 mm anuales de media. El agua del embalse se usa para regadío y la cría de ganado y el nivel puede variar bastante.[25]

- Área de Conservación de Bubiana, unos 1800 km². Al sur de Zimbabue, en el valle del río Bubiana, al sudeste de Bulawayo. Se creó en 1991 para proteger a los rinocerontes negros, con la colaboración de una decena de propietarios y la introducción de 38 ejemplares, que en 1998 ya eran 69. En 2007 ya eran 14 propietarios que le dieron la enorme extensión actual.[26] Se construyó una valla de 216 km de longitud en torno al perímetro.[27] La zona es conocida por la abundancia de leopardos, que se ocultan en las numerosas cuevas de los abundantes afloramientos rocosos de granito (koppies). En estos, también se encuentra arte rupestre. Abundan además los grandes baobabs, hay antílopes, cebras y unas 390 especies de aves.[28]

- Santuario de la naturaleza del río Chiredzi, 2,85 km². Este río es un afluente del río Runde, a su vez afluente del río Save, en el sudeste de Zambia.[29] Se encuentra en el rancho Ruware, una zona reclamada por los aldeanos de los alrededores, que en 2012 invadieron el territorio y se repartieron las tierras.[30] El objetivo de la organización es crear un corredor en Chiredzi entre el Parque nacional Kruger, en Sudáfrica, el Parque nacional Limpopo, en Mozambique, el Parque nacional Gonarezhou, en Zimbabue, Malilangwe, el Área de conservación del valle del Savé y Chiredzi, incorporándose al Parque transfronterizo del Gran Limpopo, cubriendo una extensión de 93.240 km2.

- Reserva natural de Malilangwe. La reserva natural, que bordea el Parque nacional de Gonarezhou está gestionada por la organización Malilangwe Trust, una ONG que quiere restaurar el medio ambiente en un área con 38 hábitats diferentes en un área de 460 km2, en comunión con las comunidades de los alrededores. En 1998, se introdujeron rinocerontes en lo que sería el santuario de Malilangwe, de 1,82 km2.[31] Según Siyabona, la reserva tiene 502 km2, está formada por un bosque de mopane, con baobabs y unos 100 lugares con arte rupestre de interés. Hay elefantes, licaones, antílopes y leones, además de los rinocerontes. También hay un lago donde se puede pescar.[32]

- Área de conservación del valle del Savé o Savé valley. Es la reserva privada más grande de África, con 3440 km². En el sudeste de Zimbabue, a 70 km al nordeste de Chiredzi, en la orilla derecha y al oeste del río Save, que en esta zona discurre de norte a sur antes de girar hacia el este y entrar en Mozambique. A finales de 1980, la zona había sufrido una fuerte degradación a causa del exceso de pastoreo y una serie de sequías, pero luego empezó a rehabilitarse con la introducción de especies. Se recuperaron las planicies herbáceas y los matorrales, y aumentó la población de búfalos, cebras, jirafas, facoceros, antílopes, kudus, elands, impalas, hipopótamos, leopardos, guepardos, y elefantes, y muchas se reintrodujeron, como el elefante traído del cercano Parque transfronterizo de Gonarezhou, avestruces, antílope sable, tsessebe, hienas, leones y rinocerontes blancos. En 1993, se reintrodujeron rinocerontes negros y hoy hay una de las mayores poblaciones de Zimbabue.[33]

- Santuario de aves de Manjinji, 3 km². Es un salar o pan en el Parque transfronterizo del Gran Limpopo. Un punto de parada para los turistas que viajan entre el Parque nacional Kruger y el Parque nacional de Gonarezhou, al sur de la localidad de Malipati y al oeste del río Nuanetsi, afluente del río Limpopo.[34]

- Santuario de caza de Nyamaneche, 24,8 km². Al nordeste de Zimbabue, es un parque de sabana caracterizado por ser una zona de protección de rinocerontes.[35]

- Boulton, 1,45 km²
- Mbazhe pan, 0,4 km². Depresión natural poco profunda, que contiene un lago inetermitente, con pozas. En 18°48'0"S-28°43'0"E.[36]
- Tshabalala, 11 km²